# Molineuf
Molineuf és un municipi francès, situat al departament del Loir i Cher i a la regió de Centre – Vall del Loira. L'any 2007 tenia 800 habitants.

## Demografia

### Població
El 2007 la població de fet de Molineuf era de 800 persones. Hi havia 324 famílies, de les quals 68 eren unipersonals (52 homes vivint sols i 16 dones vivint soles), 148 parelles sense fills, 96 parelles amb fills i 12 famílies monoparentals amb fills.
La població ha evolucionat segons el següent gràfic:
Habitants censats

### Habitatges
El 2007 hi havia 380 habitatges, 329 eren l'habitatge principal de la família, 35 eren segones residències i 16 estaven desocupats. 375 eren cases i 3 eren apartaments. Dels 329 habitatges principals, 291 estaven ocupats pels seus propietaris, 34 estaven llogats i ocupats pels llogaters i 4 estaven cedits a títol gratuït; 1 tenia una cambra, 12 en tenien dues, 38 en tenien tres, 71 en tenien quatre i 207 en tenien cinc o més. 276 habitatges disposaven pel capbaix d'una plaça de pàrquing. A 111 habitatges hi havia un automòbil i a 211 n'hi havia dos o més.

### Piràmide de població
La piràmide de població per edats i sexe el 2009 era:
| Homes | Edats   | Dones |
| ----- | ------- | ----- |
| 0     | 95 o +  | 4     |
| 4     | 90 a 94 | 0     |
| 4     | 85 a 89 | 8     |
| 0     | 80 a 84 | 4     |
| 12    | 75 a 79 | 16    |
| 0     | 70 a 74 | 4     |
| 12    | 65 a 69 | 12    |
| 32    | 60 a 64 | 20    |
| 24    | 55 a 59 | 48    |
| 40    | 50 a 54 | 44    |
| 52    | 45 a 49 | 44    |
| 40    | 40 a 44 | 44    |
| 28    | 35 a 39 | 40    |
| 12    | 30 a 34 | 16    |
| 12    | 25 a 29 | 16    |
| 44    | 20 a 24 | 8     |
| 32    | 15 a 19 | 24    |
| 28    | 10 a 14 | 32    |
| 28    | 5 a 9   | 16    |
| 12    | 0 a 4   | 12    |

## Economia
El 2007 la població en edat de treballar era de 520 persones, 374 eren actives i 146 eren inactives. De les 374 persones actives 352 estaven ocupades (185 homes i 167 dones) i 22 estaven aturades (12 homes i 10 dones). De les 146 persones inactives 85 estaven jubilades, 32 estaven estudiant i 29 estaven classificades com a «altres inactius».

### Ingressos
El 2009 a Molineuf hi havia 325 unitats fiscals que integraven 814 persones, la mediana anual d'ingressos fiscals per persona era de 23.560 €.

### Activitats econòmiques
Dels 25 establiments que hi havia el 2007, 7 eren d'empreses de construcció, 1 d'una empresa de comerç i reparació d'automòbils, 2 d'empreses de transport, 2 d'empreses d'hostatgeria i restauració, 2 d'empreses d'informació i comunicació, 1 d'una empresa financera, 1 d'una empresa immobiliària, 4 d'empreses de serveis, 3 d'entitats de l'administració pública i 2 d'empreses classificades com a «altres activitats de serveis».
Dels 9 establiments de servei als particulars que hi havia el 2009, 1 era un guixaire pintor, 3 fusteries, 1 lampisteria, 1 electricista, 1 perruqueria, 1 veterinari i 1 restaurant.
L'únic establiment comercial que hi havia el 2009 era una adrogueria.
L'any 2000 a Molineuf hi havia 4 explotacions agrícoles.

## Equipaments sanitaris i escolars
El 2009 hi havia una escola maternal integrada dins d'un grup escolar amb les comunes properes formant una escola dispersa.

## Poblacions més properes
El següent diagrama mostra les poblacions més properes.